# Besleria trichostegia
Besleria trichostegia là một loài thực vật có hoa trong họ Tai voi. Loài này được Donn.Sm. mô tả khoa học đầu tiên năm 1916.